# 포옹 (1998년 드라마)
《포옹》은 SBS에서 1998년 9월 21일부터 같은 해 12월 31일까지 매주 월~토 오전 8시 30분에 방영되었던 SBS 아침드라마로, 한 부부의 혼전 성관계로 인한 비정상적인 출생에 2세들의 이야기를 그렸다는 지적을 사는 바람에 시청자들의 항의를 받았다.

## 제작진
- 극본 : 이관우
- 연출 : 손원열

## 출연
- 김미숙(소원)
- 이혜숙(정애)
- 이영하(김인철)
- 송영창(최지훈)
- 송승환(민규)
- 강부자(지환 모)
- 태현실(인철 모)
- 맹상훈
- 박순천
- 임흥식, 곽진영, 양은용, 고미영, 김미희, 김영애, 장근석, 이애정, 황정미, 방경림, 박미영, 김주혁, 맹세창

## 참고 사항
- 출연진에 속했던 곽진영은 해당 작품의 전작 엄마의 딸 작가 허숙씨와 담당 PD 허웅씨가 호흡을 맞춘 자사 주말극 이웃집 여자 후반부 때 경쟁한 KBS 2TV 아씨 조연[2]이었으며 엄마의 딸에서 엄마 역으로 나온 정혜선은 이웃집 여자 출연진[3]에 속했었다.